# L'africana
Pour plus de détails, voir Fiche technique et Distribution.
L'africana est un film franco-germano-italien réalisé par Margarethe von Trotta et sorti en 1990.

## Synopsis
C'est l'histoire de trois personnes, l'Allemande Martha au caractère plutôt pragmatique, l'Italienne Anna la rêveuse et le journaliste français Victor. 
Notre histoire commence alors que Victor prend une décision qui va bouleverser la vie de ces trois personnes. En effet, alors qu'il est en couple avec Martha, il développe des sentiments forts pour la meilleure amie de celle-ci, Anna. 
Après qu'il a avoué ces sentiments au deux personnes, Martha s'en retrouve mortifiée et blessée. Sur un coup de tête elle décide de rompre tous les ponts et part au Mali pour espérer retrouver un ancien amour tout en se reconstruisant petit à petit.
Des années plus tard, Anna découvre qu'elle est atteinte du cancer et veut à tout prix revoir son ex-amie une dernière fois. Alors par désespoir elle demande à Victor de la lui ramener.
De nouveau réunis, les trois protagonistes se retrouvent dans une relation tendue qui, au fil du temps, se transforme en amitié avec de toutes nouvelles bases.

## Fiche technique
Sauf indication contraire, les informations mentionnées dans cette section peuvent être confirmées par la base de données cinématographiques IMDb,  présente dans la section « Liens externes ».
- Titre original italien : L'africana
- Titre allemand : Die Rückkehr
- Réalisation : Margarethe von Trotta
- Scénario : Margarethe von Trotta
- Photographie : Tonino Delli Colli
- Décors : Massimo Antonello Geleng
- Costumes : Nicoletta Ercole
- Son : Remo Ugolinelli
- Montage : Nino Baragli
- Musique : Eléni Karaïndrou
- Production :  Scena Group - Bioskop Film - Rachel Productions
- Pays :  Allemagne -  France -  Italie
- Durée : 105 minutes
- Date de sortie : Allemagne - 1er novembre 1990

## Distribution
- Stefania Sandrelli : Anna
- Barbara Sukowa : Martha
- Sami Frey : Victor
- Alexandre Mnouchkine : Andrej
- Jacques Sernas : Dr Wargnier